# Xanthi (stad)
Xanthi (Grieks: Ξάνθη, Xánthi) is een stad en gemeente in Thracië, gelegen op ongeveer 50 kilometer van de stad Kavála.
Xanthi is sedert 2011 een fusiegemeente (dimos) in de Griekse bestuurlijke regio (periferia) Oost-Macedonië en Thracië.
De twee deelgemeenten (dimotiki enotita) van de fusiegemeente zijn:
- Stavroupoli (Σταυρούπολη)
- Xanthi (Ξάνθη)

## Geografie
Xanthi ligt in het midden van de keten van de stedelijke centra van Noord-Oost-Griekenland, dat een "net" vormt van natuurlijke, ecologische, historische, archeologische en culturele bezienswaardigheden.
De stad ligt aan de voet van het Rodopegebergte en is doorsneden door de rivier van Kosynthos.

## Economie
De teelt van tabak in de regio Xanthi beleefde zijn hoogtepunt ten tijde van de Ottomaanse overheersing. Dit had een toename van de welvaart in de stad Xanthi tot gevolg. Deze welvaart wordt weerspiegeld in tal van woonhuizen uit deze periode die in het oude deel van de stad zijn terug te vinden. Aan de westelijke kant van de rivier bevindt zich de oude stad, waar Ottomaanse architectuur bewaard is gebleven. Verder bevindt er in Xanthi nog het Archeologisch Museum Abdera en het Greek Folk Art Museum.

## Afbeeldingen

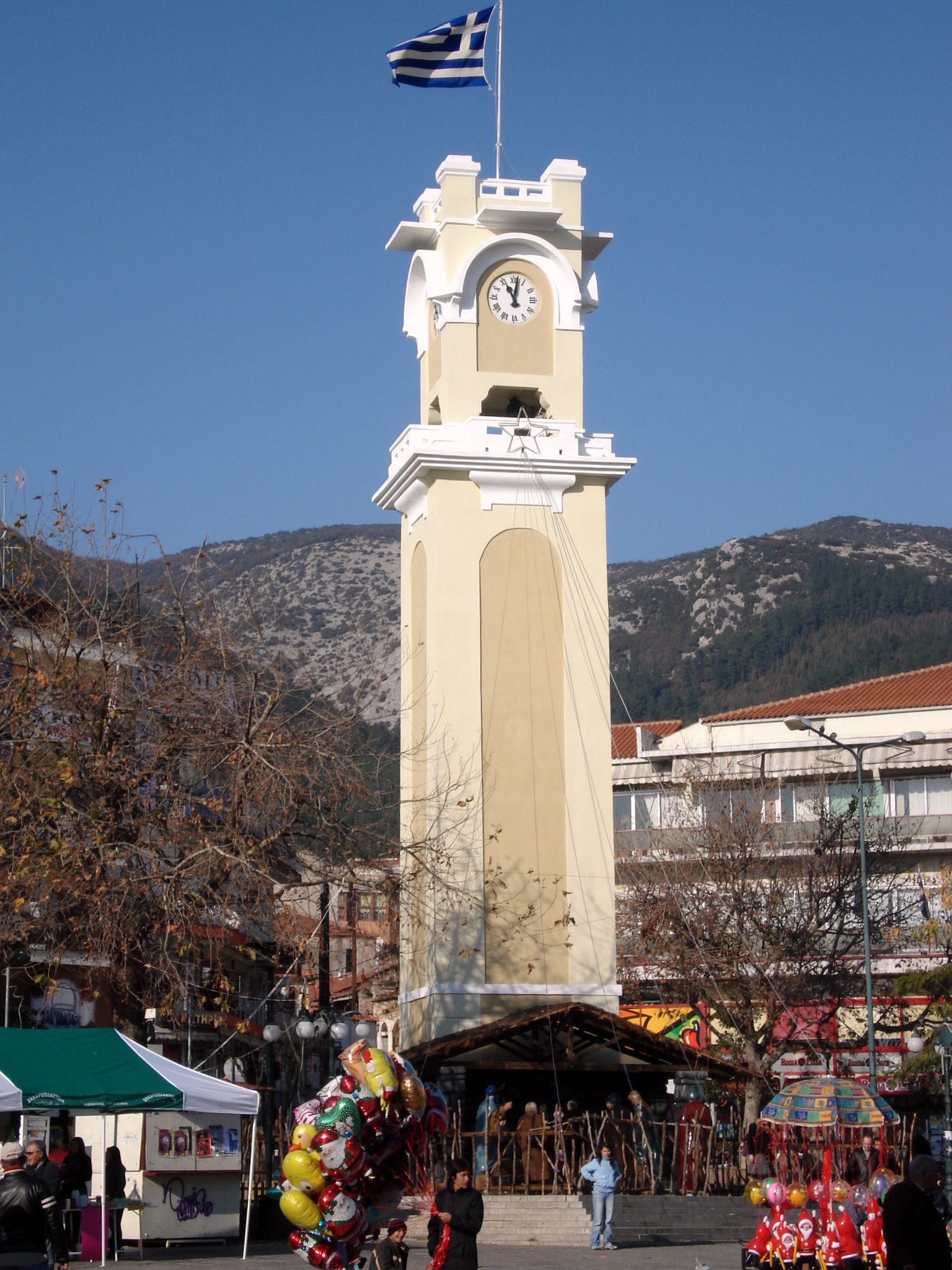
Kloktoren van Xanthi
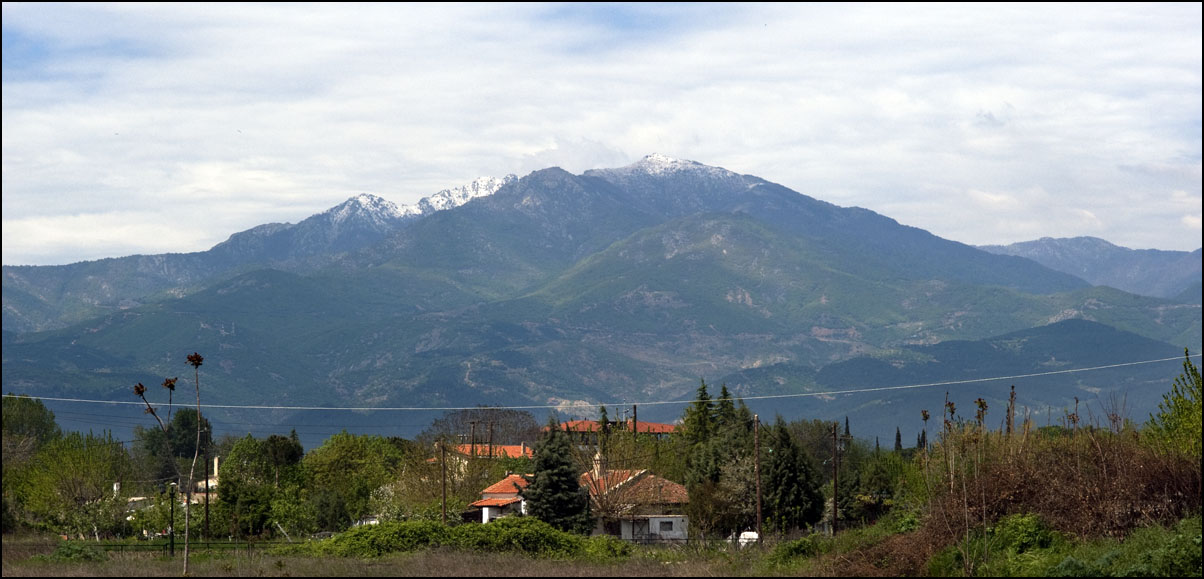
Rodopegebergte
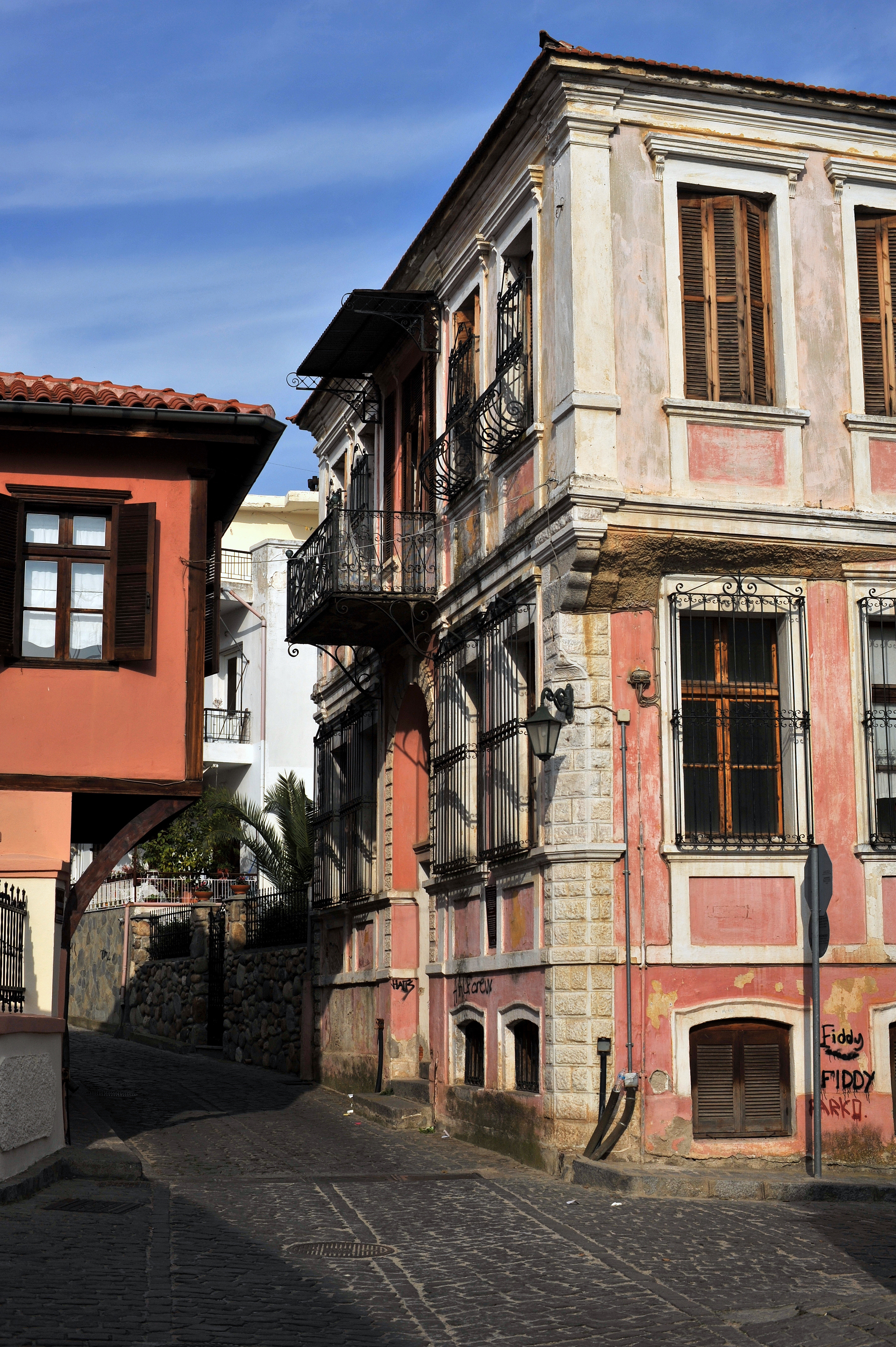
Oude stad van Xanthi

## Geboren
- Manos Hadzidakis (1925-1994), componist
- Şerif Gören (1944-2024) Turks filmregisseur. Winnaar van het Gouden Palm in 1982.
- Necla Nazır (1956), Turkse actrice
- Vasilis Torosidis (1985), voetballer